# Olympische Winterspiele 2002/Teilnehmer (Kenia)
| Gelbes Symbol für Goldmedaillen mit stilisierten Olympischen Ringen | Graues Symbol für Silbermedaillen mit stilisierten Olympischen Ringen | Braundes Symbol für Bronzemedaillen mit stilisierten Olympischen Ringen |
| ------------------------------------------------------------------- | --------------------------------------------------------------------- | ----------------------------------------------------------------------- |
| —                                                                   | —                                                                     | —                                                                       |

Kenia nahm an den Olympischen Winterspielen 2002 im US-amerikanischen Salt Lake City mit einem Athleten teil.

## Teilnehmer nach Sportarten

### Ski Nordisch
- Philip Boit
Männer, 1,5 km Sprint (→ 64.)
Männer, 20 km Verfolgung: 36:21,6 min (→ 77.)